# Kia Motors
Kia Motors Corporation poznatiji po nazivu Kia Motors (korejski: hangulom 기아자동차, hanjom 起亞自動車; južnokorejski izgovor: ki.a; u doslovnom prijevodu "Kia automobili"; piše se KIɅ) je južnokorejski drugi najveći proizvođača automobila prateći Hyundai s prodajom od govoto 3,3 milijuna vozila u 2015. godini. Od prosinca 2015. Kia Motor Corporation Hyunday je manjinski vlasnik KIA-e koja posjeduje 33,88% dionica u vrijednodti od gotovo 6 milijardi američkih dolara. Kia je manjinski vlasnik više od dvadeset Hyundai podružnica u rasponu od 4,9% do 45,37%, što je više od 8,3 milijardi američkih dolara. Sjedište joj je u Seoulu. 

## Vanjske poveznice
- Službena stranica[neaktivna poveznica]
- Službena stranica za vojna vozila
- Kia (Kia Hrvatska) na Facebooku
- Kia (Kia Hrvatska na Twitteru
- Kia (Kia Hrvatska) na Instagramu
- Kia (Kia Hrvatska) na YouTubeu